# Parabolický let
Parabolický let slouží k vytváření stavu beztíže. Využívají se k němu speciálně upravená dopravní letadla, v současné době nejčastěji Airbus A300 B2. Hlavním využitím je trénink kosmonautů nebo vědecký výzkum. V poslední době se během parabolického letu natáčejí složitější filmové efekty.
Princip spočívá v tom, že účastníci parabolického letu se pohybují setrvačností po stejné dráze, jako letadlo - vznáší se tedy v útrobách letadla. Pohybuje-li se letadlo po křivce odlišné od paraboly, nedostaví se stav beztíže, ale snížená gravitace. Tím lze simulovat například gravitaci na Měsíci nebo na Marsu.
Myšlenku parabolického letu dostali jako první aviatici Heinz a Fritz Haberovi, kteří na něj upozornili v roce 1950 v odborném článku.
Jedna série parabolických letů stojí přibližně 500 000 eur, což je tisícina částky, která je nutná k dosažení stavu beztíže v kosmu. Navíc účastníci stavu beztíže během parabolických letů nemusejí snášet obrovská přetížení při startu rakety či raketoplánu a tak se ho mohou účastnit i vědečtí pracovníci, kteří mohou pracovat se standardními zařízeními.

## Průběh parabolického letu
Parabolický let začíná stoupáním pod úhlem 47°, při kterém je přetížení 1,8 G. Po dosažení určité letové hladiny se začne letoun pohybovat po křivce odpovídající šikmému vrhu, což zahájí stav beztíže, resp. mikrogravitaci, popř. sníženou gravitaci, v trvání až 25 sekund. Klesání probíhá pod úhlem 45° (nebo menším) a trvá většinou dvacet sekund. Poté se celý proces mnohokrát opakuje.